# Battaglia di Tegea (550 a.C.)
La battaglia di Tegea avvenne attorno al 550 a.C. e vide contrapporsi tegeati e spartani, che ottennero la vittoria grazie all'alleanza con una popolazione non  dorica. La battaglia avvenne a circa dieci anni dalla precedente battaglia dei ceppi, nella quale gli spartani, ai quali la Pizia aveva promesso Tegea qualora avessero fissato i confini con dei ceppi, erano stati sconfitti. Secondo Erodoto, il nuovo responso della Pizia fu di portare in città le ossa di Oreste per poterla conquistare.